# Принцип Рікке
Принцип Рікке (рос. принцип Рикке, англ. Riecke’s principle, нім. Rieckesches Prinzip n) – принцип, за яким у мінеральному комплексі, що зазнає сильного одностороннього тиску, мінерали розчиняються в напрямі тиску, а кристалізуються в напрямі перпендикулярному до напряму тиску. Це явище зумовлює паралельне (сланцювате) розміщення мінералів у метаморфічних утвореннях.